# Палата собрания Зимбабве
Палата собрания (англ. House of Assembly — нижняя палата парламента Зимбабве, состоящая из 210 членов (депутатов), избранных на пятилетний срок по системе относительного большинства.
Возрастной ценз для кандидатов в депутаты Палаты собрания — 18 лет. Кроме того, требуется, чтобы избиратель проживал в Зимбабве не менее пяти лет и что его нынешнее место жительства находится в пределах избирательного округа, в котором он или она хочет проголосовать. Аналогичные требования применяются к кандидатам.

## Состав
Согласно конституции 1980 года, 20 из 100 мест в парламенте было зарезервировано для белых, однако в 1987 году эта норма была отменена.

### Прошлые составы
| Партия                                                                       | Год выборов | Год выборов | Год выборов | Год выборов | Год выборов | Год выборов | Год выборов | Год выборов |
| Партия                                                                       | 1980        | 1985        | 1990        | 1995        | 2000        | 2005        | 2008        |             |
| ---------------------------------------------------------------------------- | ----------- | ----------- | ----------- | ----------- | ----------- | ----------- | ----------- | ----------- |
| Зимбабвийский африканский национальный союз — Патриотический фронт (ZANU-PF) | 57          | 64          | 117         | 118         | 62          | 78          | 99          |             |
| Союз африканского народа Зимбабве (PF-ZAPU)                                  | 20          | 15          | -           | -           | -           | -           | -           |             |
| Движение за демократические перемены (MDC)                                   | -           | -           | -           | -           | 57          | 41          | -           |             |
| Зимбабвийский африканский национальный союз — Ндонга (ZANU-Ndonga)           | -           | -           | 1           | 2           | 1           | -           | -           |             |
| Родезийский фронт (RF)                                                       | 20          | -           | -           | -           | -           | -           | -           |             |
| Единый африканский национальный совет (UANC)                                 | 3           | -           | -           | -           | -           | -           | -           |             |
| Консервативный союз Зимбабве (CAZ)                                           | -           | 15          | -           | -           | -           | -           | -           |             |
| Независимая зимбабвийская группа (IZG)                                       | -           | 4           | -           | -           | -           | -           | -           |             |
| Зимбабвийское движение единства (ZUM)                                        | -           | -           | 2           | -           | -           | -           | -           |             |
| Движение за демократические перемены — Цвангираи (MDC-T)                     | -           | -           | -           | -           | -           | -           | 100         |             |
| Движение за демократические перемены — Нкуде (MDC-M)                         | -           | -           | -           | -           | -           | -           | 10          |             |
| Назначенные президентом                                                      | -           | -           | -           | -           | -           | 20          | -           |             |
| Независимые                                                                  | -           | -           | -           | -           | -           | 1           | 1           |             |
| Всего                                                                        | 100         | 100         | 120         | 120         | 120         | 150         | 210         |             |